# Hedotettix notatus
Hedotettix notatus är en insektsart som först beskrevs av Walker, F. 1871.  Hedotettix notatus ingår i släktet Hedotettix och familjen torngräshoppor. Inga underarter finns listade i Catalogue of Life.